# イェジー・フィテルベルク
イェジー・フィテルベルク（Jerzy Fitelberg, 1903年5月20日 - 1951年4月25日）は、ポーランドの作曲家。
ワルシャワ出身。作曲の手ほどきを父のグジェゴシュ・フィテルベルクから受け、その後ワルシャワ音楽院とモスクワ音楽院で学んだ。1922年から1926年までベルリン音楽大学（現在のベルリン芸術大学）でヴァルター・グマインドルとフランツ・シュレーカーに師事した。1933年にパリに移住し、さらに1940年にはニューヨークに逃れた。
作品には3つの管弦楽組曲、バレエ、ヴァイオリン協奏曲、チェロ協奏曲、クラリネット協奏曲、ピアノ協奏曲、5つの弦楽四重奏曲、ピアノ曲などがある。